# Лугово-болотные почвы
Лугово-болотные почвы — тип гидроморфных почв, распространённых в понижениях на плоских равнинах и по надпойменным террасам рек в лесной, лесостепной и лиственно-лесной зонах.
Лугово-болотные почвы подразделяются на 2 подтипа — перегнойные и иловатые:
- Перегнойные развиваются под разнотравно-луговой растительностью, обеспечивающей образование хорошо выраженного гумусово-аккумулятивного горизонта.
- Иловатые почвы выделяются обильным накоплением ила, поступающего на поверхность почвы с водосборного бассейна во время длительного весеннего затопления. Им свойственно относительно слабое развитие органогенных и гумусово-аккумулятивного горизонтов.

Формируются под травяной растительностью, в которой сочетаются компоненты лажных лугов и гигрофитные (болотные) виды. Для этих почв характерно постоянное сильное увлажнение в течение всего вегетационного периода, обеспечиваемое за счёт высокого уровня почвенно-грунтовых вод (не ниже 100—150 см) и затопления во время весенних паводков на срок не менее 20 дней.
В основном используются в качестве кормовых угодий — сенокосов и пастбищ. Создание пахотных угодий возможно только после проведения осушительной мелиорации. На юге европейской части России на лугово-болотных почвах культивируется рис.